# Lakkszömörce
A lakkszömörce vagy kínailakkfa, keletilakkfa (Toxicodendron vernicifluum) a szömörcefélék (Anacardiaceae) családjába tartozó fafaj. Termőhelyei Japán és Korea hegyvidéki területei, India északkeleti területei és Kína számos tartománya, például Anhuj, Fucsien, Kanszu stb. A növényből kinyert nedvet, amely egy természetes eredetű fenolgyanta, már az őskor óta (az e tárgyban feltárt legkorábbi régészeti leletek 6000~7000 évesek) használják különféle célokra ragasztóként, itatásra, felületkezelő anyagként. Ez az alapanyaga a Japán és Kína művészetében kiemelkedő helyet elfoglaló lakkmunkáknak is.
E növény Magyarország több növénykertjében is megtalálható.

## Leírása[3][4][5]
A lakkszömörce gyors növekedésű, húszméteres magasságot is elérő, gyakran többtörzsű, lombhullató fa. Gyökérsarjakkal könnyen terjed. Kétlaki növény. Fiatal ágai szőrösek, később kopaszak, szürkéssárgák és szemölcsösek. Levele szárnyaló, 7-13 megnyúlt tojás alakú, száras levélkéje van, amely 6–15 cm hosszú, 3–6 cm széles, hegyes, alapja kerek vagy széles ívű, ép szélű. A levelek fonákja kezdetben szőrös, később megkopaszodik. A virágok kora nyáron, a levelek után nyílnak. A virágzat színe sárgásfehér, 15–20 cm hosszú, laza, függő ernyőben, levélhónaljban található az ágakon felhalmozva. Csonthéjas termése apró kavics formájú, lapított, 6–8 mm vastag, szalmasárga.

## Felhasználása
Ázsiában a termésének húsából kinyerhető  japánviaszért, és a fa megcsapolásával kinyerhető lakknedvért haszonnövényként ültetik.

### A keleti lakk előállítása és felhasználása, jelentősége[6][7]
A  keleti lakkot a fák megcsapolásával nyerik ki: a fák kérgén és háncsán bemetszést ejtenek, s az e sebből szivárgó nedvet edényekben felfogják, összegyűjtik. Az így kinyert friss lakk még csak korlátozottan alkalmas felületkezelésre, mert ez a fehér színű folyadék olajos alkotóelemek és víz ingatag keveréke. A friss lakk  átlagos összetétele:
65% urusiol, 8% vízoldékony növényi gyanta, 2% cukorfehérjék, 1%>lakkáz enzim, 25% víz.
Mivel a nyerslakk ingatag természete miatt nem épp tökéletes filmképző (a különböző fázisok szétválhatnak), ezért azt felhasználás előtt általában nemesítik vagy finomítják. E folyamat a friss lakk edényekben 2-24 órán át történő állandó keveréséből és 30-40 °C-ra  melegítéséből áll. A finomítás a lakk víztartalmát 3-5%-ra csökkenti, és az ingatag keveréket egyenletes és állékony emulzióvá alakítja. Az így előállított finomított lakk  már szélesebb körben és jobban felhasználható, mert jó minőségű, egyenletes filmet képez. Azonban, mivel meglehetősen sűrű és még hígítva is rosszul terül, ecseteléssel felhordva nem ad tökéletes felületet.
A terülési képesség javítására a finomítás során a nyerslakkba kis mennyiségben (15%-ig) száradó növényi olajat (dió-, len-, feketecsalán-, tungolaj stb.) keverhetnek. Az így nyert finomított olajos lakk már ecseteléssel is könnyen felhordható, és sima, csiszolást nem igénylő felületet ad. (Az olaj hozzáadása azonban rontja a megkötött lakkfilm fizikai tulajdonságait. Az olaj lágyítja a filmet, így az kevésbé lesz kopásálló, és rontja a bevonat párazáró képességét, ami így rosszabbul védi a bevont tárgyat a nedvesség károsító hatásaitól.)
A keleti lakk könnyen színezhető földfestékekkel és ásványi anyagokkal (hematit, cinóber, vörös okker, azurit stb.), illetve festhető növényi festőanyagokkal (sárkányvér, sáfrány stb.). Azonban csak olyan színezékek használhatók jól, amelyek kibírják a savas környezetet. Ezért a leggyakoribb színezék a vörös vasoxid (barnásvörös), a cinóber (narancsvörös) és a korom (fekete). A festett lakk különleges változata a vasreszelék hozzákeverésével előállított fekete lakk (ez színét a lakkban a vas hatására lezajló kémiai változásoknak köszönheti).
A keleti lakk természetes fenolgyanta. Ez a gyanta sokoldalúan felhasználható ragasztóanyagként és felületkezelő anyagként egyaránt. A megkötött gyanta hőálló és ellenáll minden köznapi oldószernek (víz, szesz, híg savak stb.) is, ezért a keleti lakk felhasználásával készített tárgyak meglepően tartósak. A lakktárgyak készítésének számos módja ismert, de a legtöbb lakktárgy fa vagy bambusz alaptest lakkal történő bevonásával készül. Azonban a lakk alkalmas cserépáruk, fém, üveg, papír és bőr bevonására is.

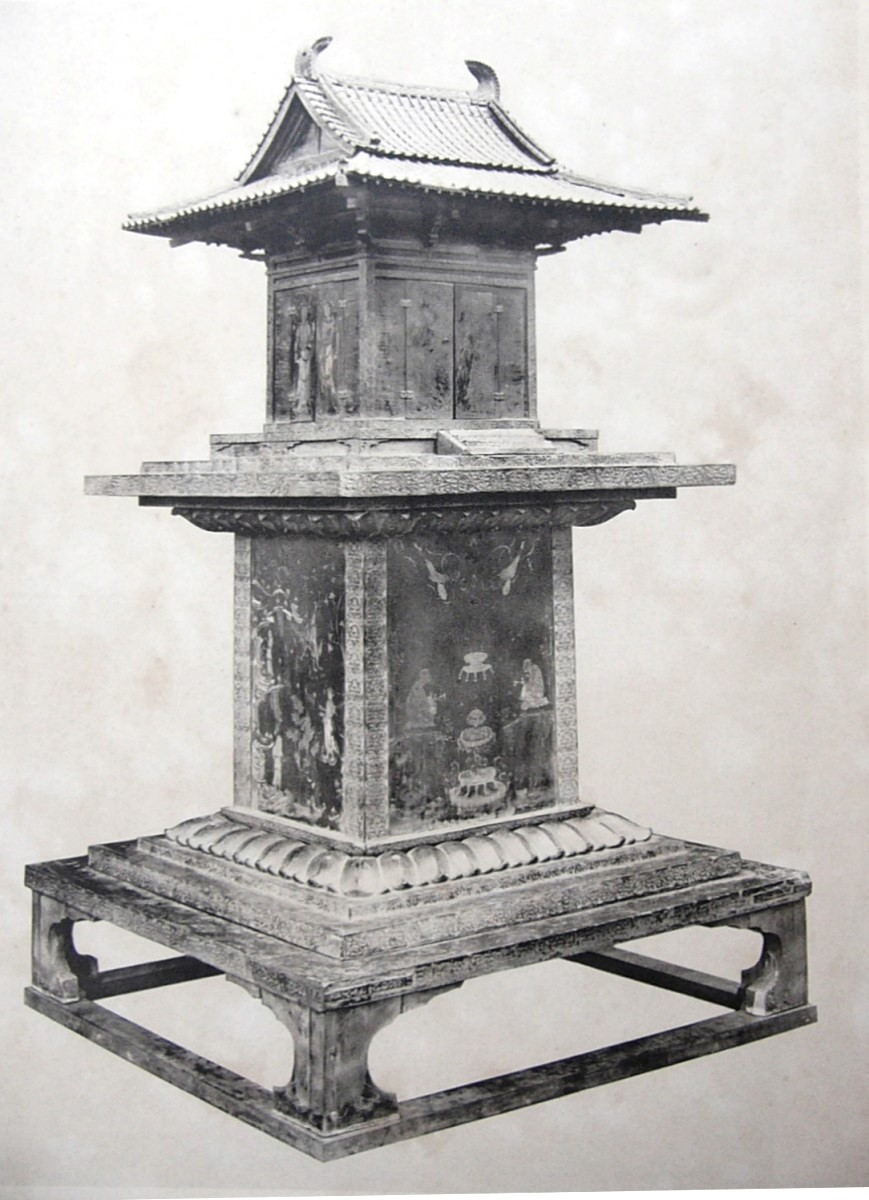
Tamamusi szentély, miniatűr buddhista szentély az Aszuka-korból, a Hórjúdzsi templom gyűjteményéből.

A keleti lakkal végzett munkát nehezíti, hogy a benne található urusiol erősen túlérzékenyítő hatású, így az arra érzékenyeknél viszketést, a bőr kivörösödését, felhólyagzását, de akár súlyos rohamot vagy halált is okozhat.
A mai Kína területén a régészeti leletek tanúsága szerint az időszámítás előtti XIII. századtól már bizonyosan készültek művészi lakktárgyak. A Han-dinasztia idején a lakkáruk készítését már a kormányzat szervezte és ellenőrizte, császári lakkműhelyeket hoztak létre, ahol a lakktárgyak készítésének különböző lépéseit más-más mesterek végezték.
A szoros értelemben vett lakkművészet Japánban nem sokkal az Aszuka-kor előtt kezdődött. Fejlődése során hamar Japán egyik meghatározó művészeti ágává vált. Fontosságát mutatja, hogy a Nara-kor folyamán a kincstári hivatal mellett létrehozták a lakkművesek céhét, a Taika-reformok során pedig a földosztást követően minden családot köteleztek, hogy telkeiken a selyemhernyók tenyésztéséhez szükséges eperfák mellett lakkszömörcefákat is ültessenek.

### A lakkszömörce a gyógyászatban
A lakkszömörce a hagyományos ázsiai gyógyászat egyik fontos növénye, számos betegség kezelésére használták, használják. Újabban széles körű kutatások folynak rákellenes hatásainak feltárására.

## Képek

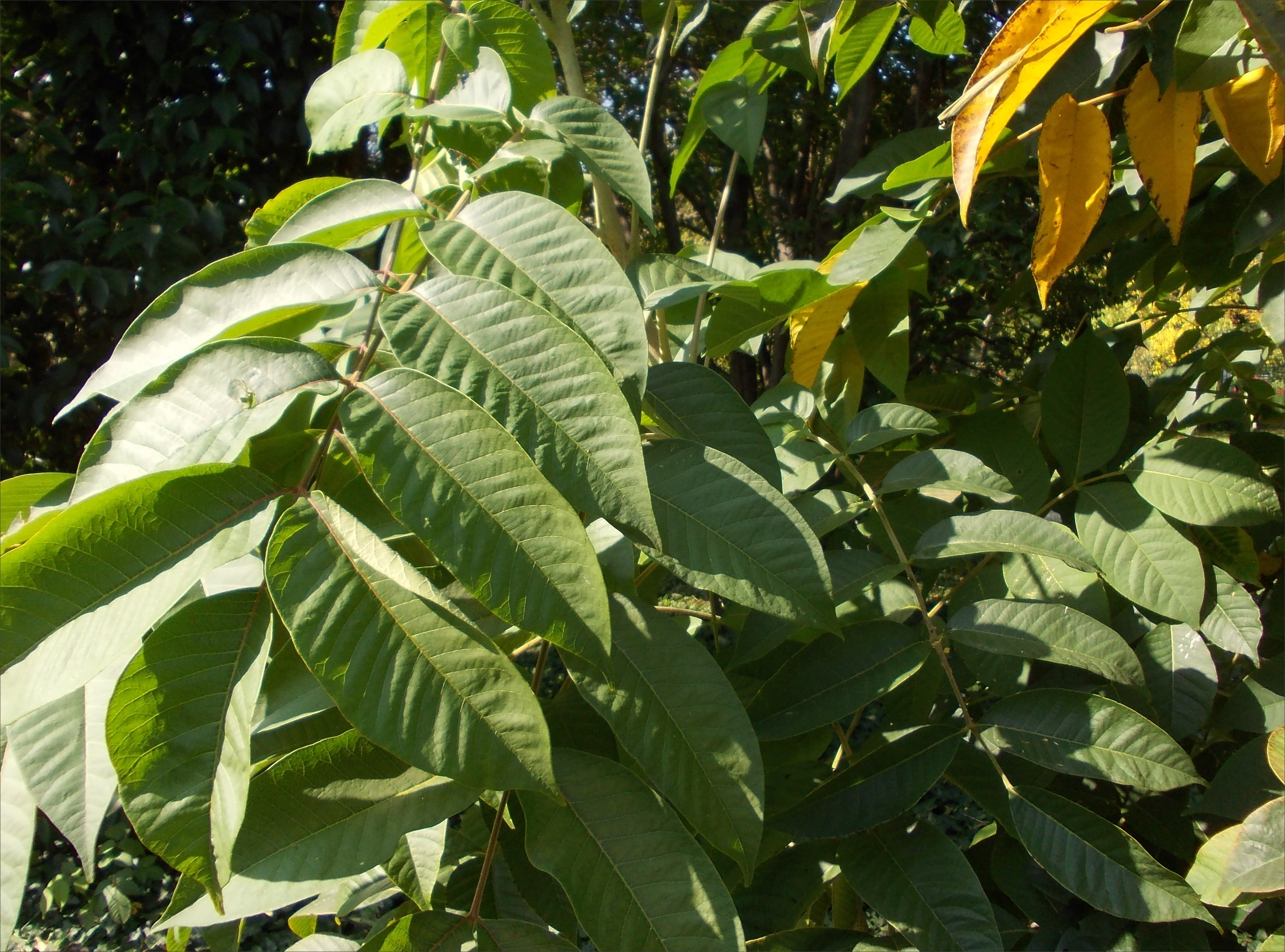
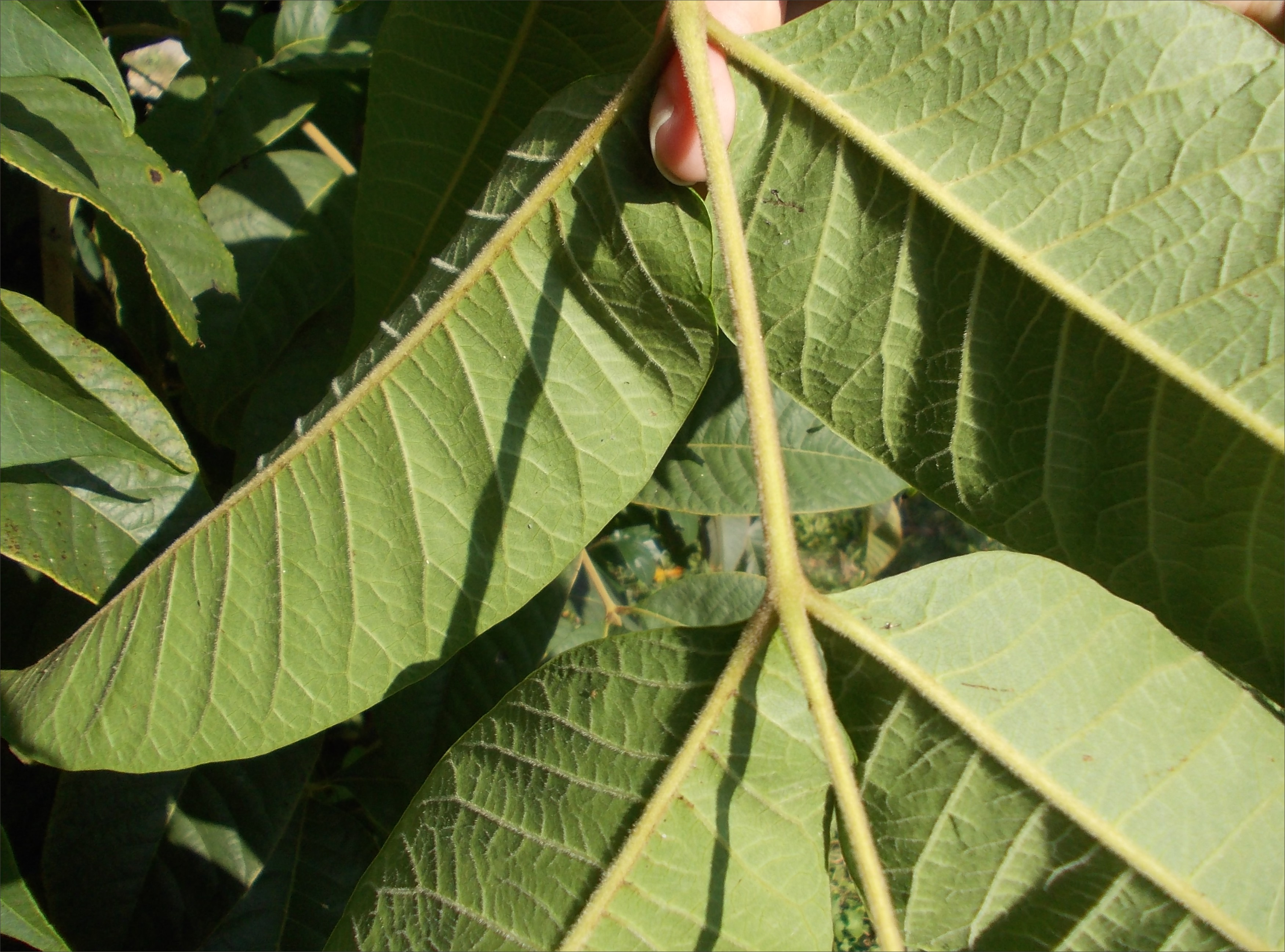
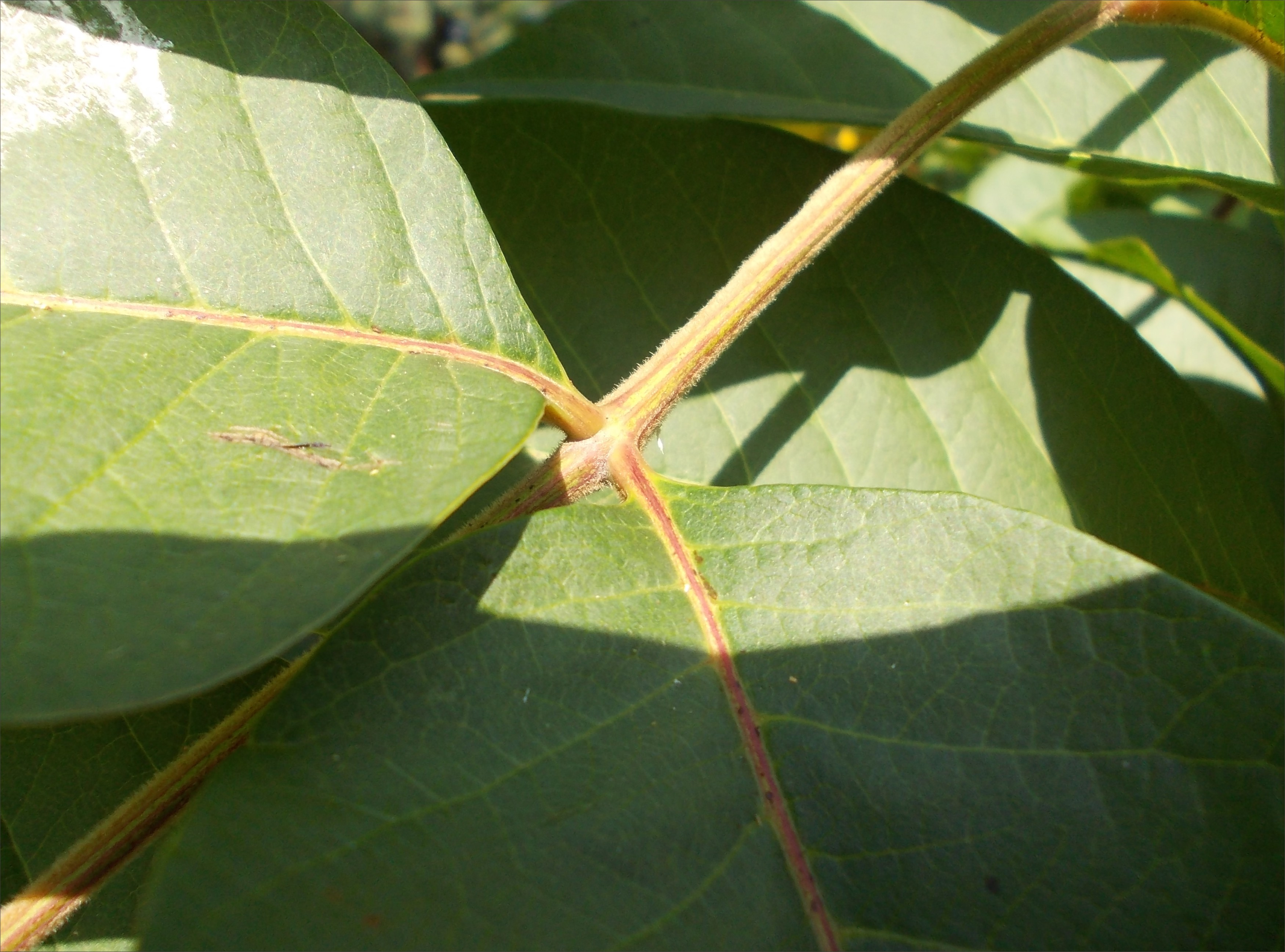
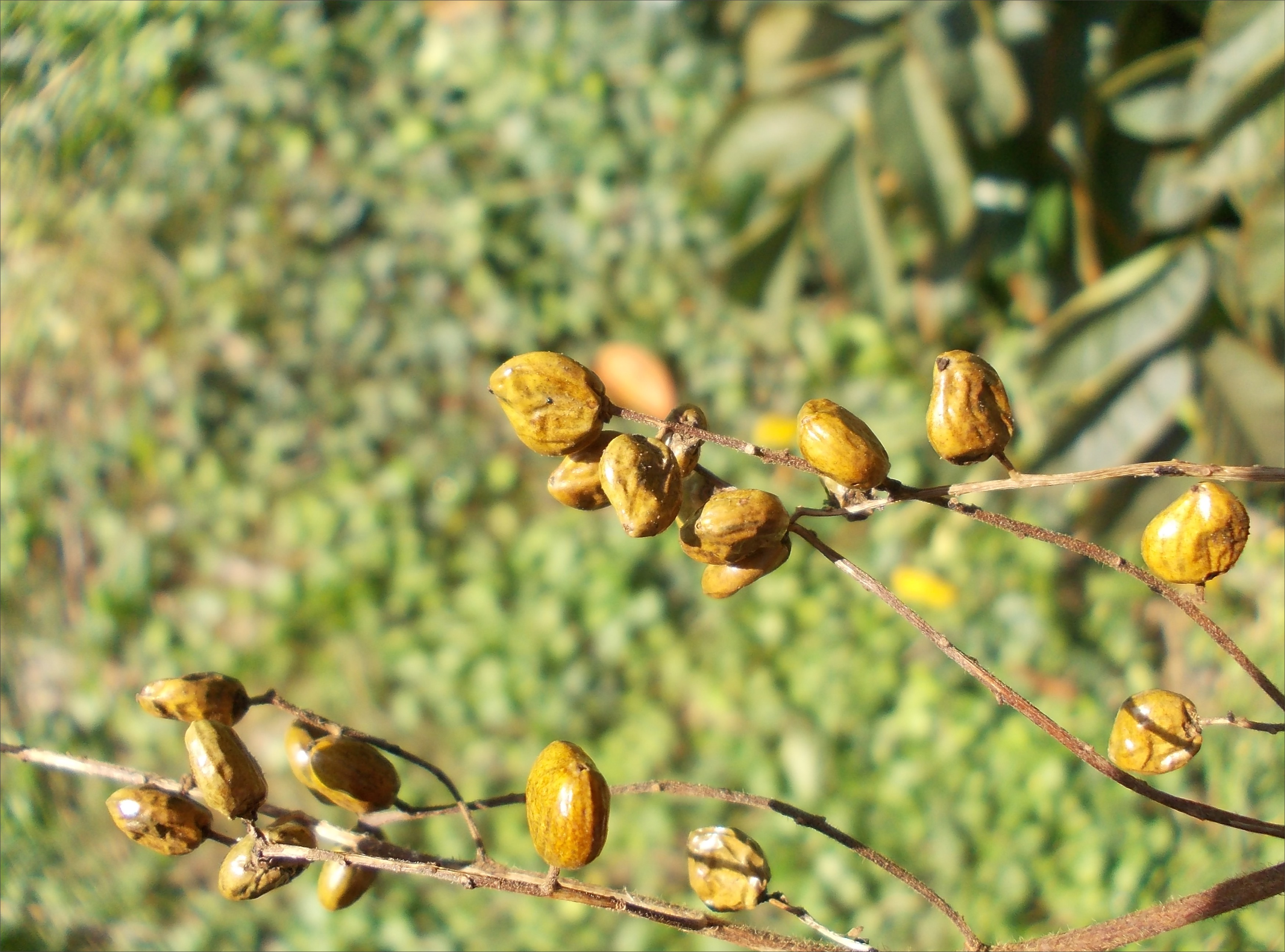
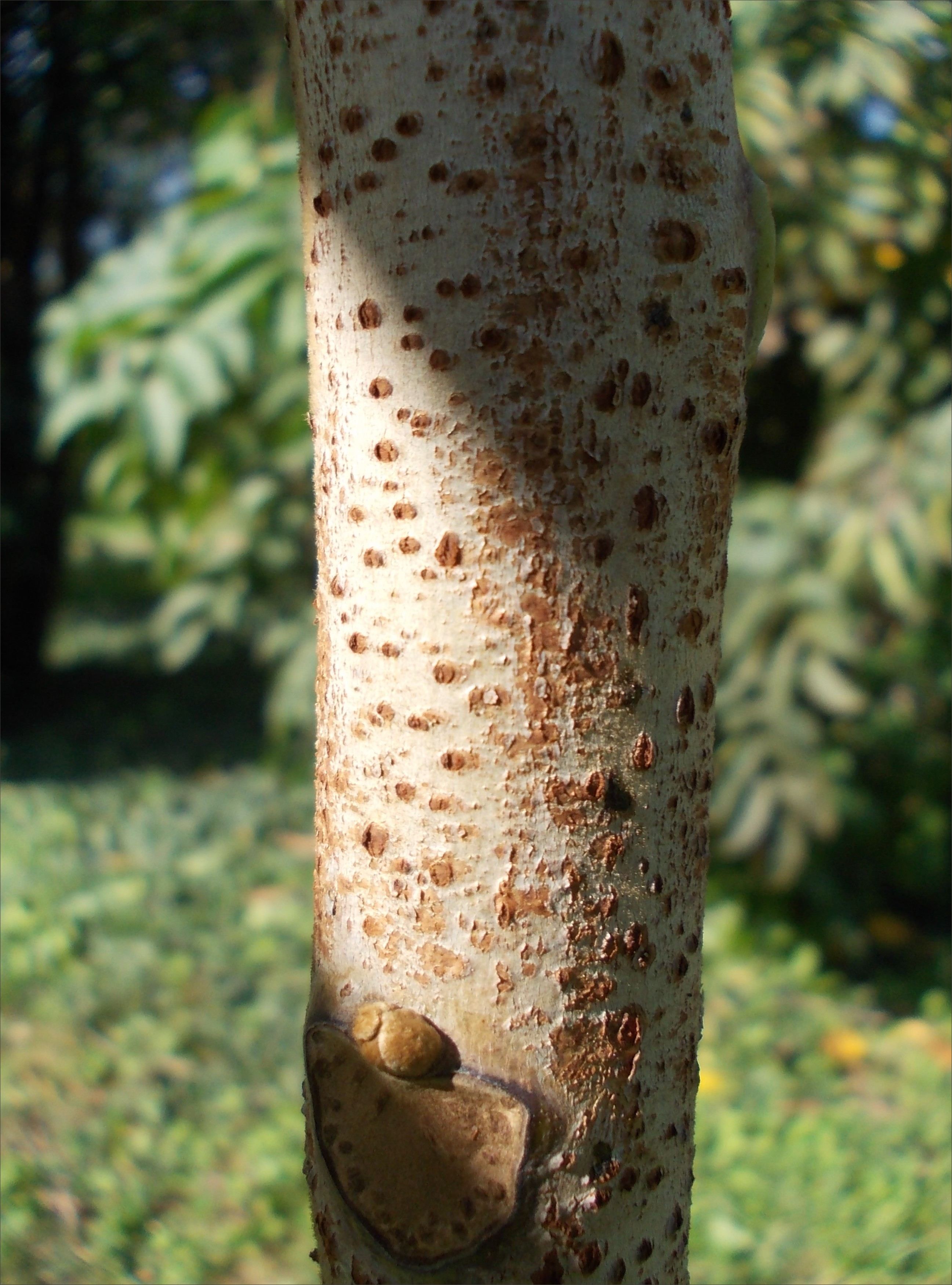
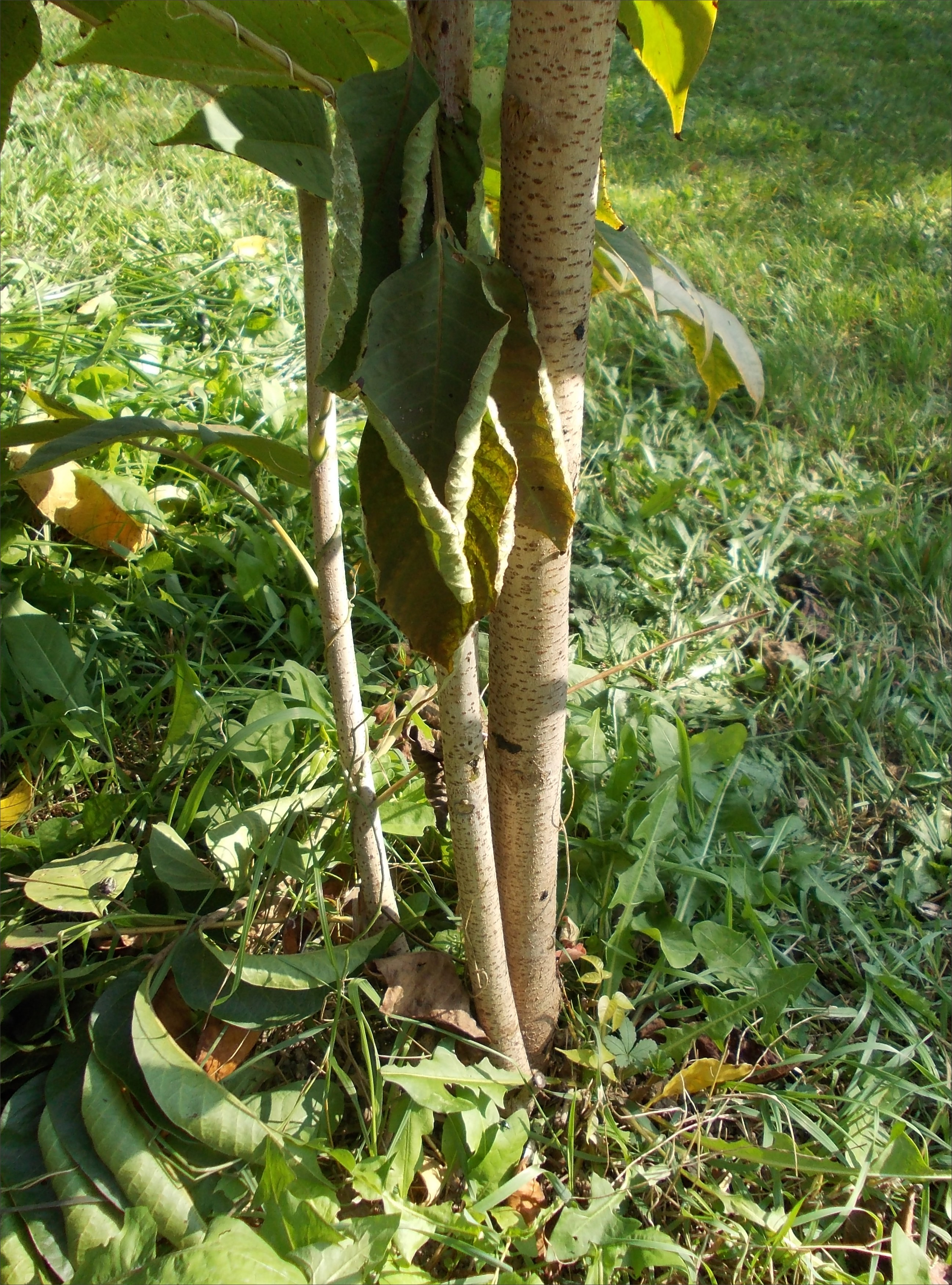